# Kıranyer
Kıranyer ist ein Dorf im Landkreis Babadağ der türkischen Provinz Denizli. Kıranyer liegt etwa 44 km nordwestlich der Provinzhauptstadt Denizli und 10 km nordwestlich von Babadağ. Kıranyer hatte laut der letzten Volkszählung 55 Einwohner (Stand Ende Dezember 2010).